# 菲特里亚尼
菲特里亚尼（1996年12月27日—），印尼女子羽毛球運動員。

## 簡歷

### 青年期
2013年7月，菲特里亚尼卡代表印尼隊出戰在马来西亚沙巴州亞庇市舉行的亚洲青年羽毛球錦標賽。在率先進行的混合团体赛中，印尼队赢得了铜牌；女單方面在第二圈中不敌对手出局。
同年10月，她再次出戰世界青年羽毛球錦標賽，在率先進行的混合团体赛中，印尼队赢得了银牌；女單方面便在第二圈中不敌对手出局。

### 国际赛事
2015年4月，菲特里亚尼出戰印尼國際系列賽，在决赛中以2比1（13-21、21-13、21-13）力克赛会头号种子、队友阿普里利娅·尤斯万达里贏得女單冠軍。
同年8月，她又在越南羽毛球大獎賽决赛中力拼三局，以1比2（24-26、21-18、10-21）不敌资格赛选手、日本的川上紗惠奈获得亞軍，創下個人在成年高等級國際賽的最佳成績。
2016年3月，菲特里亚尼出戰奧爾良羽毛球國際挑戰賽，在决赛中激战三局以1比2（21-15、10-21、7-21）被对手逆转赢得亞軍。同年11月，她參加印尼羽毛球國際挑戰賽，在决赛中以2比0 （21-19、21-18）击败队友哈娜·拉曼迪尼，连续2年赢得女單冠军。年尾11月，她在馬來西亞羽毛球國際挑戰賽準决赛中以0比2（15-21、10-21）不敌日本的高橋沙也加。
2017年1月，菲特里亚尼出戰印度羽毛球黃金大獎賽。首圈，以2比1（14-21、21-12、21-7）力克印度的拉西卡·拉吉。次圈，大比分以2比0（21-11、21-7）横扫印度的Ira Sharma。八强中，大战三局以2比1（21-17、13-21、23-21）击败了印度的麗圖帕爾納·達斯。四强中，迎戰东道主、赛会头号种子普薩拉·文卡塔·辛杜，最终以0比2 （11-21、19-21）不敌对手。随后，她又出戰紐西蘭羽毛球黃金大獎賽，在準决赛中以0比2（13-21、17-21）不敌赛会头号种子、泰国名将拉差诺·因达农。

## 主要比賽成績
只列出曾進入準決賽的國際賽事成績：
| 年份   | 賽事                     | 公開賽級別 | 項目     | 拍檔                         | 成績   |
| ------ | ------------------------ | ---------- | -------- | ---------------------------- | ------ |
| 2013年 | 亞洲青年羽毛球錦標賽     | 其他       | 混合團體 | －                           | 季軍   |
| 2013年 | 世界青年羽毛球錦標賽     | 其他       | 混合團體 | －                           | 亞軍   |
| 2014年 | 世界青年羽毛球錦標賽     | 其他       | 混合團體 | －                           | 亞軍   |
| 2014年 | 巴林羽毛球國際挑戰賽     | 國際挑戰賽 | 女子單打 | －                           | 準決賽 |
| 2015年 | 印尼羽毛球國際系列賽     | 國際系列賽 | 女子單打 | －                           | 冠軍   |
| 2015年 | 越南羽毛球大獎賽         | 大獎賽     | 女子單打 | －                           | 亞軍   |
| 2016年 | 奧爾良羽毛球國際挑戰賽   | 國際挑戰賽 | 女子單打 | －                           | 亞軍   |
| 2016年 | 印尼羽毛球國際挑戰賽     | 國際挑戰賽 | 女子單打 | －                           | 冠軍   |
| 2016年 | 馬來西亞羽毛球國際挑戰賽 | 國際挑戰賽 | 女子單打 | －                           | 準決賽 |
| 2017年 | 印度羽毛球黃金大獎賽     | 黃金大獎賽 | 女子單打 | －                           | 準決賽 |
| 2017年 | 瑞士羽毛球黃金大獎賽     | 黃金大獎賽 | 女子單打 | －                           | 準決賽 |
| 2017年 | 紐西蘭羽毛球黃金大獎賽   | 黃金大獎賽 | 女子單打 | －                           | 準決賽 |
| 2017年 | 東南亞運動會羽毛球比賽   | 其他       | 女子團體 | －                           | 銅牌   |
| 2018年 | 亞洲羽毛球團體錦標賽     | 其他       | 女子團體 | －                           | 季軍   |
| 2018年 | 亞洲運動會羽毛球比賽     | 其他       | 女子團體 | －                           | 铜牌   |
| 2019年 | 泰國羽毛球大師賽         | 超級300賽  | 女子單打 | －                           | 冠軍   |
| 2019年 | 亞洲羽毛球混合團體錦標賽 | 其他       | 混合團體 | －                           | 季軍   |
| 2019年 | 蘇迪曼盃                 | 其他       | 混合團體 | －                           | 季軍   |
| 2019年 | 東南亞運動會羽球比賽     | 其他       | 女子團體 | －                           | 銀牌   |
| 2024年 | 波恩羽毛球國際賽         | 未來系列賽 | 混合雙打 | Alden Lefilson Putra Mainaky | 冠軍   |
| 2024年 | 立陶宛羽毛球國際賽       | 未來系列賽 | 混合雙打 | Alden Lefilson Putra Mainaky | 冠軍   |

| 2007-2017年 | 首要超級賽 | 超級賽 | 黃金大獎賽 | 大獎賽 | 國際挑戰賽 | 國際系列賽 | 未來系列賽 | 其他 |

| 2018-2026年 | 總決賽 | 超級1000賽 | 超級750賽 | 超級500賽 | 超級300賽 | 超級100賽 | 國際挑戰賽 | 國際系列賽 | 未來系列賽 | 其他 |

### 奧運會和世錦賽參賽紀錄
|          | 2018 | 2019 |
| -------- | ---- | ---- |
| 女子單打 | 32強 | 32強 |

## 主要对賽记录
菲特里亚尼與主要對手的對賽成績如下（只列出對賽三次或以上對手，截至2018年5月10日）：

| 對手                     | 對賽次數 | 對賽結果 | 對賽結果 | 總計 |
| 對手                     | 對賽次數 | 勝       | 負       | 總計 |
| ------------------------ | -------- | -------- | -------- | ---- |
| 格蕾戈丽亚·玛丽斯卡·东宗 | 4        | 4        | 0        | +4   |
| 哈娜·拉曼迪尼            | 3        | 3        | 0        | +3   |

| 對手          | 對賽次數 | 對賽結果 | 對賽結果 | 總計 |
| 對手          | 對賽次數 | 勝       | 負       | 總計 |
| ------------- | -------- | -------- | -------- | ---- |
| 拉差诺·因达农 | 4        | 0        | 4        | -4   |
| P.V.辛杜      | 4        | 0        | 4        | -4   |
| 謝抒芽        | 4        | 2        | 2        | 0    |
| 陈雨菲        | 4        | 2        | 2        | 0    |
| 蔡惠珍        | 3        | 3        | 0        | +3   |
| 何艷美        | 3        | 2        | 1        | +1   |
| 裴延姝        | 3        | 0        | 3        | -3   |
| 成池鉉        | 3        | 0        | 3        | -3   |
| 塞娜·内维尔   | 3        | 0        | 3        | -3   |
| 吳堇溦        | 3        | 0        | 3        | -3   |
| 張雁宜        | 3        | 1        | 2        | -1   |